# Mount Holmes
Mount Holmes ist ein 1440 m hoher und pfeilerartiger Berg an der Foyn-Küste des Grahamlands im Norden der Antarktischen Halbinsel. Er ragt 5 km nordwestlich des Mount Hayes auf.
1947 wurde er vom Falkland Islands Dependencies Survey (FIDS) kartiert und bei der US-amerikanischen Ronne Antarctic Research Expedition (1947–1948) aus der Luft fotografiert. Der FIDS benannte den Berg nach dem Bibliografen und Verwaltungsbeamten Maurice Gerald Holmes (1885–1964), der 1936 eine Biografie über den britischen Seefahrer und Entdecker James Cook verfasst hatte.